# Shanghai Octopus
Maillots
Le Shanghai Octopus est un club féminin chinois de basket-ball  évoluant dans la ville de Shanghai  et participant au Championnat de Chine de basket-ball féminin.

## Effectif 2012-2013
Dans ce nom chinois, le nom de famille précède le nom personnel.
| Numéro | Nom            | Née le | Taille | Nationalité | Poste         |
| 6      | Huang Jing     | 1985   | 1,83 m | Chine       | Ailière forte |
| 7      | Shi Xiufeng    | 1987   | 1,78 m | Chine       | Meneuse       |
| 8      | Jiao Lan       | 1988   | 1,93 m | Chine       | Pivot         |
| 9      | Zhang Ni       | 1984   | 1,75 m | Chine       | Arrière       |
| 10     | Yang Hong      | 1989   | 1,96 m | Chine       | Pivot         |
| 13     | Ma YaoJie      | 1988   | 1,78 m | Chine       | Arrière       |
| 16     | Wang Jue       | 1988   | 1,80 m | Chine       | Ailière       |
| 17     | Wang Baiyu     | 1988   | 1,90 m | Chine       | Ailière forte |
| 20     | Camille Little | 1985   | 1,88 m | États-Unis  | Ailière forte |

Entraîneur : Peng Liu
Assistants :  JianGuo Wang, Yufang Dai

## Référence
1. ↑  « Chine », Basquetebol saulzoir (consulté le 19 janvier 2013)